# Beyrebucak, Gazipaşa
Beyrebucak là một xã thuộc huyện Gazipaşa, tỉnh Antalya, Thổ Nhĩ Kỳ. Dân số thời điểm năm 2011 là 1.714 người.